# Zoran Primorac
Zoran Primorac (* 10. května 1969 Zadar) je bývalý chorvatský stolní tenista.
Při premiéře stolního tenisu na LOH 1988 získal pro Jugoslávii spolu s Ilijou Lupuleskem stříbrnou medaili ve čtyřhře. Ve své kariéře startoval na sedmi olympijských hrách, od roku 1992 již za samostatné Chorvatsko. Na LOH 2000 byl vlajkonošem chorvatské výpravy.
Na mistrovství světa ve stolním tenise získal tři stříbrné medaile (1987 a 1995 čtyřhra a 1991 družstva) a dvě bronzové medaile (1993 dvouhra a 1999 čtyřhra). Je dvojnásobným mistrem Evropy: v roce 1990 zvítězil s Ilijou Lupuleskem v mužské čtyřhře a v roce 1994 s Maďarkou Csillou Bátorfiovou ve smíšené čtyřhře. Vyhrál Světový pohár ve stolním tenise v letech 1993 a 1997. Jeho nejlepším postavením na světovém žebříčku bylo druhé místo v roce 1998.
V roce 1988 byl zvolen jugoslávským sportovcem roku podle deníku Sportske novosti a v roce 1993 získal Státní sportovní cenu Franjo Bučara.